# 奚仲文
奚仲文（英語：Kenneth Yee Chung-Man，1951年11月24日—）是一位香港电影美术指导和导演。除此以外他亦與一些歌手，如張學友長期合作，設計唱片封面以及演唱會、音樂劇的服飾、舞臺以及造型等。

## 简介
奚仲文在1957年畢業於灣仔梅芳女子中學（幼稚園）。他在1964年小學畢業後考入聖保羅男女中學，與建築師嚴迅奇、香港知名會計師兼全球第五大會計師事務所網絡BDO國際成員 - 香港立信德豪會計師事務所名譽主席區嘯翔為同屆同學。3人均於該校畢業，同為英文部中五年級畢業生，報考英文中學會考。其中奚仲文在1971年與嚴迅奇一同完成中七預科學業。此前曾與對方於1967年參加由新亞書院主辦的全港學生書畫展覽會。奚仲文往後朝設計界別發展，報讀香港理工學院的設計文憑課程，而後到美國深造。他多次获得香港電影金像獎最佳美术指导奖与最佳服装造型设计奖。2007年他凭借《满城尽带黄金甲》获得奥斯卡最佳服装设计奖提名。

## 电影

### 导演作品
- 《安娜玛德莲娜》(1998)
- 《小亲亲》 (2000)[7]

### 服装造型设计
- 《古今大战秦俑情》(1989)
- 《金枝玉叶》(1994)
- 《和平饭店》(1995)
- 《甜蜜蜜》(1996)
- 《冒险王》(1996)
- 《金枝玉叶2》 (1996)
- 《色情男女》(1996)
- 《心动》(1999)
- 《东京攻略》(2000)
- 《三更之回家》(2002)
- 《金鸡》(2002)
- 《夕阳天使》(2002)
- 《金鸡2》 (2003)
- 《三更2》 (2004)
- 《如果·爱》(2005)
- 《满城尽带黄金甲》(2006)
- 《投名状》（2007）
- 《门徒》(2007)
- 《生日快乐》(2007)
- 《功夫灌籃》（2008）
- 《江山美人》（2008）
- 《白銀帝國》（2009）
- 《風雲II》（2009）
- 《孔子：決戰春秋》（2010）
- 《龍門飛甲》（2011）
- 《神奇侠侣》（2011）
- 《铜雀台》(2012)[8]
- 《大魔術師》（2012）
- 《西遊記之大鬧天宮》（2014）
- 《赤道》（2015）[a]
- 《捉妖記》（2015）
- 《西遊記之孫悟空三打白骨精》（2016）
- 《追龍》（2017）
- 《捉妖記2》（2018）
- 《使徒行者2：諜影行動》（2019）
- 《沉默的證人》（2019）
- 《催眠·裁決》（2019）

### 艺术指导
- 《倩女幽魂》(1987)
- 《鸡同鸭讲》(1988)
- 《秦俑》（1990）
- 《黃飛鴻》（1991）
- 《九一神鵰俠侶》（1991）
- 《新不了情》（1993）
- 《金枝玉葉》（1994）
- 《和平飯店》（1995）
- 《金枝玉葉2》（1996）
- 《甜蜜蜜》（1996）
- 《玻璃樽》(1999)
- 《薰衣草》（2000）
- 《三更之回家》（2002）
- 《金雞》（2002）
- 《金雞2》（2003）
- 《餃子》（2004）
- 《如果·愛》（2005）
- 《門徒》（2007）
- 《投名狀》（2007）
- 《江山美人》（2008）
- 《白银帝国》(2009)
- 《風雲II》（2009）
- 《孔子》（2010）
- 《海洋天堂》（2010）
- 《新少林寺》（2011）[9]
- 《武侠》（2011）
- 《龍門飛甲》（2011）
- 《大魔術師》（2012）
- 《大上海》（2012）
- 《西遊記之大鬧天宮》（2014）
- 《陀地驅魔人》（2015）
- 《謀殺似水年華》（2016）
- 《北京遇上西雅圖之不二情書》（2016）
- 《最好的我們》（2019）

## 其他作品
- 音樂劇：《雪狼湖》 美術指導，道具 （1997,2005）
- “魅力中国——宋祖英2009北京鸟巢夏季音乐会”（2009）
- “魅力中国——宋祖英2010上海八万人体育馆音乐会”（2010）

## 奖项

### 香港电影金像奖

#### 最佳美术指导奖
- 1988年 第7届《倩女幽魂》
- 1992年 第11届《九一神雕侠侣》
- 1997年 第16届《甜蜜蜜》
- 2006年 第25届《如果·爱》（与黄炳耀）
- 2007年 第26届《满城尽带黄金甲》
- 2008年 第27届《投名状》
- 2012年 第31届《龙门飞甲》（与刘敏雄）
- 2013年 第32届《大上海》 (与林子僑)[10]

#### 最佳服装造型设计奖
- 2004年 第23届《千机变》（与吴里璐）
- 2006年 第25届《如果·爱》
- 2007年 第26届《满城尽戴黄金甲》[11]
- 2008年 第27届《投名状》（与戴美玲、利碧君）
- 2013年 第32届《大魔術師》(与戴美玲)
- 2016年 第35届《捉妖記》
- 2017年 第36屆《西遊記之孫悟空三打白骨精》

### 台湾金马奖

#### 最佳美術設計獎
- 2003年 第40届《金鸡》
- 2011年 第48届《武侠》

#### 最佳造型设计奖
- 2003年 第40届《金鸡》

### 亞洲電影大獎

#### 最佳美術指導
- 2012年 第6屆《武俠》

#### 最佳造型設計
- 2012年 第6屆《龍門飛甲》

### 其他奖项
- 2006年 第79届奥斯卡最佳服装设计奖提名 《满城尽带黄金甲》